# Maasbempder Greend

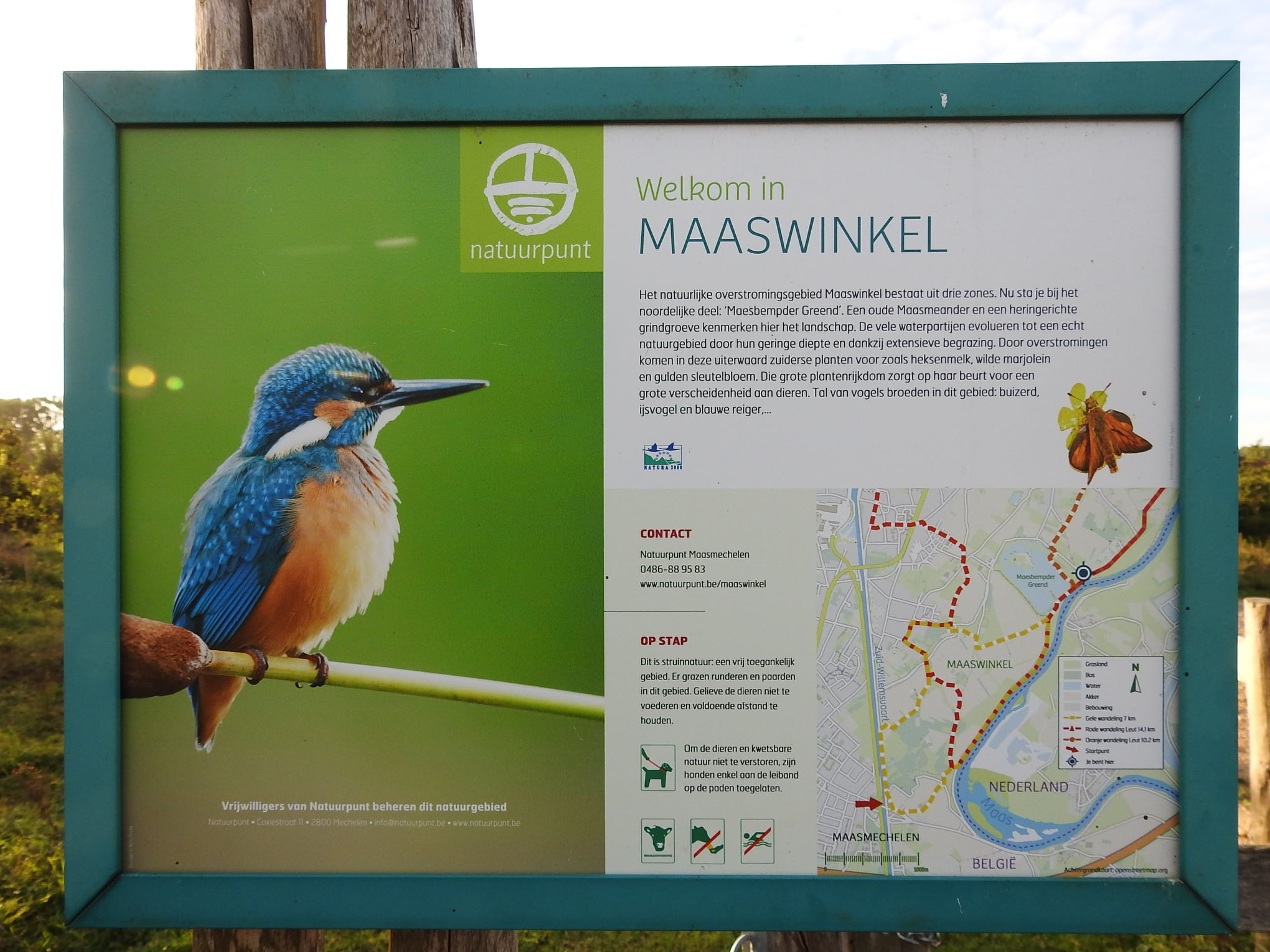

Maasbempter Greend is een natuurgebied in Leut en Vucht (Maasmechelen), behorend tot Rivierpark Maasvallei.
Het gebied bestaat uit een grote grindplas die gelegen is in het uiterwaard ten oosten van de Maas. De oevers van deze plas werden omgevormd in een afwisselend natuurgebied. Het gebied wordt begraasd en er is een afwisselende plantengroei ontstaan. Het gebied is Europees beschermd als onderdeel van Natura 2000-gebied (habitatrichtlijngebied 'Uiterwaarden langs de Limburgse Maas en Vijverbroek' (BE2200037)).
Sinds 2010 is de plas, die aanvankelijk niet met de Maas verbonden was, door een nevengeul hiermee in verbinding gebracht.
Het gebied is toegankelijk en erlangs lopen gemarkeerde wandelingen.